# Gonioterma
Gonioterma är ett släkte av fjärilar. Gonioterma ingår i familjen plattmalar.

## Bildgalleri

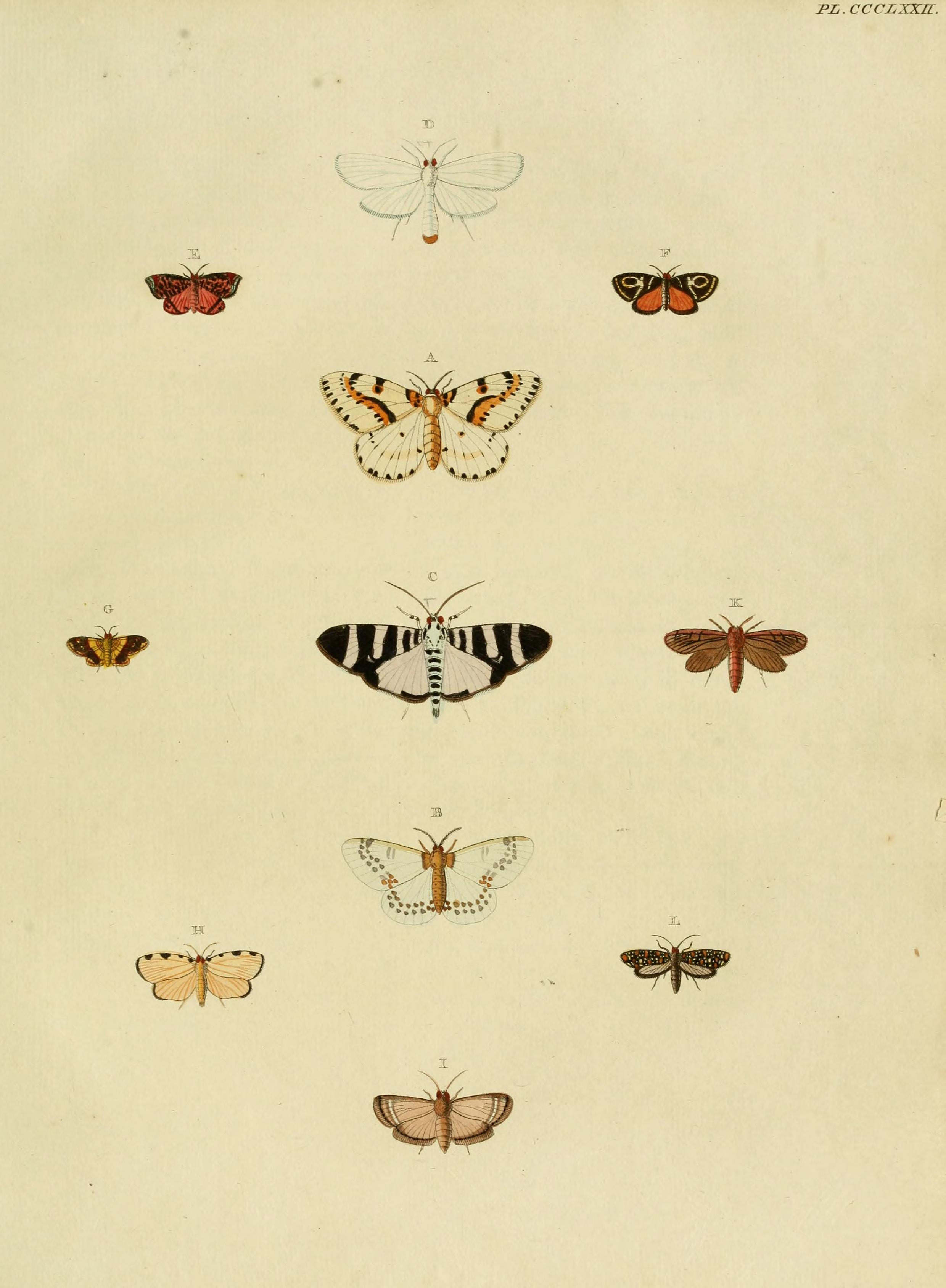

## Dottertaxa tillGonioterma, i alfabetisk ordning[1]
- Gonioterma advocata
- Gonioterma aesiocopia
- Gonioterma algosa
- Gonioterma alsiosum
- Gonioterma anita
- Gonioterma anna
- Gonioterma aphrogramma
- Gonioterma argicerauna
- Gonioterma bryophanes
- Gonioterma burmanniana
- Gonioterma cacoeciella
- Gonioterma chlorina
- Gonioterma collybista
- Gonioterma compressa
- Gonioterma conchita
- Gonioterma descitum
- Gonioterma diatriba
- Gonioterma dimetropis
- Gonioterma emma
- Gonioterma exquisita
- Gonioterma fastigata
- Gonioterma hectorea
- Gonioterma inga
- Gonioterma linteata
- Gonioterma lysalges
- Gonioterma melema
- Gonioterma pacatum
- Gonioterma pauperatella
- Gonioterma stella
- Gonioterma symposias
- Gonioterma tortricella